# Emma Orczy
Barunica Emma Orczy (punim imenom: Emma ("Emmuska") Magdolna Rozália Mária Jozefa Borbála Orczy de Orczi) (23. rujna 1865. – 12. studenog 1947.) bila je britanska spisateljica romana, dramatičarka i likovna umjetnica mađarskog podrijetla. Najpoznatija je po seriji povijesnih romana o Scarlet Pimpernelu. 

## Opus
(nepotpun)

### Drame
- The Scarlet Pimpernel (1903)
- The Sin of William Jackson (1906)
- Beau Brocade (1908)
- The Duke's Wager (1911)
- The Legion of Honour (1918), adaptacija A Sheaf of Bluebells

### Novele i kratke priče
- The Case of Miss Elliot (zbirka detektivskih priča, 1905)
- The Old Man In the Corner (zbirka detektivskih priča, 1909)
- Lady Molly of Scotland Yard (zbirka detektivskih priča, 1910)
- The Man in Grey (kratke priče, 1918)
- The League of the Scarlet Pimpernel, 1919)
- Castles in the Air (zbirka, 1921)
- Unravelled Knots (zbirka detektivskih priča, 1926)
- Skin o' My Tooth (zbirka detektivskih priča, 1928)
- Adventures of the Scarlet Pimpernel (1929)

### Romani
- The Emperor's Candlesticks (1899)
- In Mary's Reign (1901) kasnije The Tangled Skein (1907)
- The Scarlet Pimpernel (1905)
- By the Gods Beloved (1905) u SAD izdan kao The Gates of Kamt (1907)
- I will Repay (1906)
- A Son of the People (1906)
- Beau Brocade (1907)
- The Elusive Pimpernel (1908)
- The Nest of the Sparrowhawk (1909)
- Petticoat Government (1910)
- A True Woman (1911)
- The Traitor (1912)
- The Good Patriots (1912)
- Fire in Stubble (1912)
- Meadowsweet (1912)
- Eldorado (1913)
- Unto Cæsar (1914)
- The Laughing Cavalier (1914)
- A Bride of the Plains (1915)
- The Bronze Eagle (1915)
- Leatherface (1916)
- Lord Tony's Wife (1917)
- A Sheaf of Bluebells (1917)
- Flower o' the Lily (1918)
- His Majesty's Well-beloved (1919)
- The First Sir Percy (1921)
- The Triumph of the Scarlet Pimpernel (1922)
- Nicolette: A Tale of Old Provence (1922)
- The Honourable Jim (1924)
- Pimpernel and Rosemary (1924)
- Les Beaux et les Dandys de Grand Siècles en Angleterre (1924)
- The Miser of Maida Vale (1925)
- A Question of Temptation (1925)
- The Celestial City (1926)
- Sir Percy Hits Back (1927)
- Blue Eyes and Grey (1929)
- Marivosa (1930)
- In the Rue Monge (1931)
- A Joyous Adventure (1932)
- A Child of the Revolution (1932)
- The Scarlet Pimpernel Looks at the World (1933)
- The Way of the Scarlet Pimpernel (1933)
- A Spy of Napoleon (1934)
- The Uncrowned King (1935)
- The Turbulent Duchess (1935)
- Sir Percy Leads the Band (1936)
- The Divine Folly (1937)
- No Greater Love (1938)
- Mam'zelle Guillotine (1940)
- Pride of Race (1942)
- The Will-O'-The-Wisp (1947)

### Omnibus izdanja
- The Scarlet Pimpernel etc (1930) zbirka četiri roman
- The Gallant Pimpernel (1939) zbirka četiri romana
- The Scarlet Pimpernel Omnibus (1957) zbirka četiri romana

### Publicistika
- Links in the Chain of Life (autobiografija, 1947)